# 国防医学院
国防医学大学（こくぼういがくいん、National Defense Medical University、NDMU）は、台湾台北市にある軍関連の医科大学。軍医療専門者の育成を目的とし、学部5科 修士12課程 博士2課程を擁する総合医科大学である。

## 歴史
| 年     | 月日   | 事跡                                                         |
| ------ | ------ | ------------------------------------------------------------ |
| 1902年 | -      | 「北洋軍医学堂」として開校                                   |
| 1947年 | 6月1日 | 「戦時衛生人員訓練所」などを統合し、上海に「国防医学院」設立 |
| 1949年 | -      | 台北‧水源地に移転                                            |
| 1983年 | 7月1日 | 「三軍総医院」を管轄下に置く                                 |
| 1999年 | 12月   | 現所在地‧内湖の国防医学センターに移転                        |
| 2025年 | 8月1日 | 「国防医学大学」と改称                                       |

## 組織
| - 学部 - 医学科 - 歯学科 - 薬学科 - 看護学科 - 公衆衛生学科 | - 修士課程 - 生物解剖学研究所 - 生理学研究所 - 薬理学研究所 - 生物化学研究所 - 病理寄生虫学研究所 - 公衆衛生学研究所 - 看護学研究所 - 微生物免疫学研究所 - 歯科学研究所 - 薬学研究所 - 海底医学研究所 - 航空宇宙医学研究所 - 博士課程 - 医学科学研究所 - 生命科学研究所 |

## スポーツ・サークル・伝統
| - ギター部 - 社交ダンス部 - ダンス部 - ハーモニカ部 - ローラーブレード部 - 軍楽隊 - 流行音楽同好会 - 合唱団 - 卓球部 - 映画館菖蒲 - カウンセラーボランティア部 - パソコン部 | - 美術部 - 写真部 - 薬用植物研究部 - 社会奉仕団 - バスケットボール部 - バドミントン部 - 中国武術部 - テニス部 - バレー部 - 伝統医学研究部 - 演劇部 |

## 主な出身者
- 蔡作雍
- 郁慕明

## 主な教員
- 林可勝
- 盧致徳
- 張先林
- 文忠傑